# トリッシュ・ストラタス
トリッシュ・ストラタス（Trish Stratus、本名：Patricia Anne Stratigeas、1975年12月18日 - ）は、カナダの元・女子プロレスラー、ディーヴァ。オンタリオ州リッチモンドヒル出身。身長163cm、体重57kg。アメリカのプロレス団体WWEに所属していた。
美しい外見に加えプロレスのセンスや芝居にも長け、「ディーヴァの完成形」とも称される。

## 来歴
プロレス界に入る前は、フィットネスのモデルをしていた。WWEとは1999年に契約を結び、その後プロレスのトレーニングを積んだ後に、2000年3月19日にテストとアルバートのタッグチームT＆A（胸と尻の意）のマネージャーとしてデビュー。その妖艶かつ可愛らしいルックスで小悪魔的ヒールにもかかわらず人気を得る。その後リタと抗争を繰り広げる。
2001年には、ビンス・マクマホンのギミック上の愛人となり、WWEのストーリーの中心に関わるようになる。ビンス・マクマホンの愛人役はレッスルマニア17まで続く。また2001年はWWE女子王座を奪取したり、ファン投票によってその年のディーヴァの頂点を決めるベイブ・オブ・ザ・イヤーとなるなど、一気にブレイクした年でもあった。なお、ベイブ・オブ・ザ・イヤーには2003年まで3年連続で輝いている。
レスラーとしての才能も見せ始め、2002年には女子王座戦線での完全な主役のポジションを手に入れる。欠場中だったリタに変わるライバルとして、新たに入団してきたフィットネス・モデル時代からの友人ビクトリアとの抗争も展開。
2003年には一旦女子王座戦線からは離れ、クリス・ジェリコ、クリスチャンとの長期に渡る恋愛劇を開始。2004年にはその流れからヒール転向し、クリスチャン、タイソン・トムコらとチームを組む。同年の後半には5度目の女子王座を獲得、6か月に渡り保持。リタやクリスティ・ヘミを虐めるアバズレ女子王者として君臨していた。
Backlash 2005でケガ（恐らくヴィセラによるボディスプラッシュが原因）を負ったため、王座を保持したまま長期休養（レッスルマニア21には出場）していたが、9月にアシュリーの救援に入る形でベビーターンして復活した。この期間を含めるとはいえ、実に1年3か月もの期間王座を保持したのは近年のWWEでは驚異的な記録である。
2006年はトリッシュに憧れ歪んだ愛に溺れたミッキー・ジェームスと抗争。9月、14年間交際した男性（非レスラー）との結婚に伴い引退が発表された。9月17日、WWEの大会アンフォーギヴェンでリタを破り通算7度目のWWE女子王座を獲得、現役王者のまま引退。最後の試合でフィニッシュに使用したのは尊敬する同じカナダ出身の英雄ブレット・ハートの必殺技、シャープ・シューターだった。その際、リングアナウンサーのリリアン・ガルシアは彼女の晴れ姿に感動し、大粒の涙を流していた。
2007年12月10日、リタと共にRAW15周年記念特別番組に登場し、元気な姿を見せた。
2008年5月5日、トリッシュの地元、カナダのトロントで行われたRAWのバックステージに姿を見せ、トレバー・マードックの歌に困惑し、ロン・シモンズの「Damn!」に賛同する、というサプライズを演じた。
同年12月22日のRAWにもジョン・シナのミステリアスパートナーとして登場し、サンティーノ・マレラ＆ベス・フェニックス組に勝利する。
2011年3月、WWEの別番組タフイナフ出演のPRのため久々にRAWに登場。4月よりトレーナーとしてタフイナフに出演した。
2013年4月、WWE殿堂入り。その授与式のスピーチで妊娠と9月出産予定であることを発表。同年9月30日に男児を出産。
2018年1月22日、RAW25周年記念特別番組に多くのレジェンドと共に登場。
2018年1月28日、ロイヤルランブルでの女子ロイヤルランブル戦で30番目の選手としてサプライズ参加。

## 得意技
ストラタスファクション
スリングショット式の変形ブルドッギング・ヘッドロック。相手をヘッドロックで捕らえた体勢からトップロープ上へジャンプ、その反動を利用して反転し顔面をマットへ叩きつける。
チックキック
ハイキック。二段蹴りのようにステップして放つ独特のモーションが特徴。連発はせず、ここぞという時の決め技として使用する。この技から上記のストラタスファクションへ繋ぐことも多い。
ストラタスフィアー
コーナー上でグロッキー状態になっている相手の顔を逆立ちして両足で挟み、そのまま放り投げる変形フランケンシュタイナー。
マトリッシュ
クローズラインをブリッジで回避するムーブ。有名な映画のワンシーンに似ていることから。ヒール時はマトリッシュをした直後、ブリッジをしたまま相手に蹴られるのがお約束となっていた。
エルボー・バット
試合序盤に多用する。
パンチやキック、エルボーといった打撃技主体のラフファイトが基本スタイルだが、その一方でスクールボーイや逆さ押さえ込みなどのフォール技も得意としている。

## 獲得タイトル
WWE
- WWE・女子王座 : 7回（ファビュラス・ムーラを抜き、歴代最多）
- WWE・ハードコア王座 : 1回
- WWE殿堂 : 2013年度（インダクターはステファニー・マクマホン＝レヴェック）

## 入場曲
- Time To Rock'n Roll (Lil' Kim)
- Whiplash
- Emergency